# Anaspis heydeni
Anaspis heydeni es una especie de coleóptero de la familia Scraptiidae.

## Distribución geográfica
Habita en Asia central.